# Pawel von Taganrog
Starez (russ. Greis) Pawel von Taganrog (Pawel Taganrogski russisch Святой блаженный Павел Таганрогский, wiss. Transliteration Svjatoj blažennyj Pavel Taganrogskij; * 8. Novemberjul. / 19. November 1792greg. in Malorossia, Gouvernement Tschernigow, Russisches Kaiserreich, heute Ukraine; † 10. Märzjul. / 22. März 1879greg. in Taganrog) beeinflusste das geistliche und religiöse Leben der Bewohner Taganrogs, des Don-Gebiets, Südrusslands sowie der Ukraine. Er lebte im 19. Jahrhundert in Taganrog und führte das Leben eines einfachen Kirchengängers. Er erwarb Liebe und Verehrung unter der orthodoxen Bevölkerung, die bei ihm ständig Rat und geistliche Unterstützung suchte.

## Kindheit und Jugend
Pawel von Taganrog wurde am 8. Novemberjul. / 19. November 1792greg. als Pawel Pawlowitsch Stoschkow in Kleinrussland (russ. Malorossia, heute Ukraine, Gouvernement Tschernigow, Russisches Kaiserreich) in eine fromme Adelsfamilie geboren. Seine Eltern, Pawel und Paraskewa, vermittelten dem Sohn einen starken Glauben an Gott. Die Eltern wollten ihrem Sohn eine gute Ausbildung und eine vorteilhafte Stellung sichern, doch der Junge strebte nach dem Seelenheil, gottgewolltem Leben und der Wallfahrt. Im Alter von 25 Jahren verteilte Pawel, nach dem Wort Gottes „Verkaufe alles, was du hast, und gib’s den Armen, so wirst du einen Schatz im Himmel haben, und komm und folge mir nach!“ (Lukas, 18,22) seinen Erbteil unter den Armen, ließ seine Leibeigenen frei und begab sich auf einen Pilgerweg. Er besuchte das Solowezki-Kloster, das Kiewer Höhlenkloster, das Wercholski und das Koscheoserski-Kloster. Etwa zehn Jahre lang dauerte sein Wallfahrtleben, wonach er sich in der südrussischen Hafenstadt Taganrog niederließ.

## Leben in Taganrog
In Taganrog ließ er seine adelige Abstammung hinter sich, sprach eine einfache kleinrussische Mundart und wohnte in einer Erdhütte. Er verrichtete schwere Arbeit im Hafen und betete häufig. Als er alt wurde, ließ er die Hafenarbeiten und bezog ein kleines Haus, wo er zu Gott betete und den Menschen diente. Jeden Tag besuchte er Gottesdienst und betete bei der Liturgie; die Nächte verbrachte er gewöhnlich im Gebet, oft kniend. Er sprach immer das Jesusgebet und ließ niemanden ohne dieses Gebet zu sich in die Zelle hinein.
Pawel, nach russischer Tradition auch mit dem Vatersnamen Pawel Pawlowitsch genannt, spendete oft Ikonen, Altarlämpchen, Salböl und Kerzen für Gotteshäuser. Er belehrte die Leute, auch im Kleinen treu zu bleiben, erzog sie zur Liebe zu den Heiligtümern und übertrug dieses Verhältnis die auch auf liturgische Gegenstände wie Weihrauch, Abendmahlsbrot, Kerzen. Er stand in dem Ruf, von Gott die Gabe der Heilung und Sehergabe erhalten zu haben. Die Leute kamen zu ihm mit ihren Leiden und Fragen. Einige äußerten den Wunsch, bei ihm als Novizen zu bleiben, und er ließ einige bei sich wohnen. Bisweilen bediente er sich einer künstlichen Rohheit; wenn ein Besucher mit unbereuten Sünden kam, so stellte er sich böse und schimpfte über einen seiner Novizen, mit seinem Stab drohend, und nannte dabei die Sünden des Besuchers, um diesen zur Reue zu bewegen.
Pawel starb am 10. Märzjul. / 22. März 1879greg.. Kurz vor seinem Tode besuchte ihn der Heilige Johannes von Kronstadt. Seit seinem Tod kamen Menschen aus ganz Russland zu seinem Grab, um Hilfe zu bekommen.

## Kanonisierung
Am 20. Juni 1999 kanonisierte die Russisch-Orthodoxe Kirche den Heiligen seligen Pawel. Am Tag seiner Kanonisierung sahen viele Leute einen eigenartigen Schein am Himmel über der Kuppel der Nikolaus-Kirche, wo sich zurzeit seine Reliquien befinden. Auch die Kapelle des Heiligen Pawels am Alten Friedhof ist nie menschenleer, die Altarlämpchen vor seiner Ikone brennen ständig. Seine Zelle in der Turgenjewski-Gasse ist offen für die Pilger. Der 10. Märzjul. / 23. Märzgreg. ist der Tag des Heiligen Pawels.